# Vilela (Póvoa de Lanhoso)
Vilela é uma povoação portuguesa sede da Freguesia de Vilela do Município de Póvoa de Lanhoso, freguesia com 4,18 km² de área e 596 habitantes (censo de 2021), tendo, por isso, uma densidade populacional de 142,6 hab./km².

## Demografia
A população registada nos censos foi:
| Distribuição da População por Grupos Etários | Distribuição da População por Grupos Etários | Distribuição da População por Grupos Etários | Distribuição da População por Grupos Etários | Distribuição da População por Grupos Etários |
| -------------------------------------------- | -------------------------------------------- | -------------------------------------------- | -------------------------------------------- | -------------------------------------------- |
| Ano                                          | 0-14 Anos                                    | 15-24 Anos                                   | 25-64 Anos                                   | > 65 Anos                                    |
| 2001                                         | 160                                          | 98                                           | 303                                          | 113                                          |
| 2011                                         | 109                                          | 88                                           | 314                                          | 104                                          |
| 2021                                         | 76                                           | 70                                           | 340                                          | 110                                          |

## História
Documentada desde 1905, dizem que a freguesia de Vilela em 1220 era digna comparada a couto, sendo o senhorio local de uma estripe nobre (ainda no século XIX possuía duas torres muito antigas). A actual igreja de data 1764; apresenta um cruzeiro com data de 1684. 
No monte da Ganidoura - Alto da Matança ou Alto da Peça – em 16 de Março de 1808, travou-se um sangrento combate entre tropas Francesas e populares portugueses.
Ainda no monte de Vilela existe uma grande lage - A Laje de Vila, onde se secava o milho de toda a freguesia.
A antiga paróquia foi abadia de concurso, da apresentação da Mitra.